# Maurice de Guérin

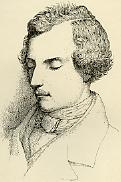
Maurice de Guérin

Georges Maurice de Guérin du Cayla (kasteel Le Cayla, 4 augustus 1810 – aldaar, 19 juli 1839) was een Frans dichter.
Guérin werd geboren in een verarmde adellijke familie in het familiekasteel Le Cayla nabij Andillac in Languedoc. Hij werd opgeleid voor een carrière in de Kerk en ging naar een seminarie te Toulouse en vervolgens naar het Collège Stanislas te Parijs. In de herfst van 1832 sloot hij zich aan bij de religieuze gemeenschap in la Chênaie Bretagne, die was gesticht door Lamennais. Toen deze in 1833 uit de gratie raakte van Rome en hij zich van de gemeenschap afscheidde, volgde Guérin diens voorbeeld.
In het begin van 1834 trok Guérin naar Parijs waar hij korte tijd les gaf aan het Collège Stanislas. In november van 1838 huwde hij een welgestelde creoolse dame. Hij stierf echter het volgende jaar aan longtuberculose. Na zijn dood werd in de Revue des deux mondes van 18 mei 1840 een herdenkingsstuk gepubliceerd, geschreven door George Sand, waaraan twee van zijn teksten waren toegevoegd, het prozagedicht 'Le Centaure', dat Guérin in 1836 had geschreven, en 'Glaucus', een onafgewerkt gedicht. In 1861 publiceerde Guillaume-Stanislas Trébutien het verzamelwerk Reliquiae, dat onder andere 'Le Centaure', een aantal brieven, gedichten en zijn dagboek bevat, alsmede een korte biografie en kritiek van Sainte-Beuve. In 1862 volgde een nieuwe uitgave onder de titel Journal, lettres et poèmes. Zijn zuster Eugénie (1805-1848) zette zich sterk in voor de nagedachtenis van haar broer. 
Hoewel Guérin vooral een dichter was, zijn het zijn prozagedichten die als het origineelst voor de dag komen. De charme van zijn prozagedichten ligt vooral in zijn sterke passie voor de natuur, bijna een aanbidding.

## Nederlandse receptie
Over de Nederlandse receptie van Maurice de Guérin schreef de Belgische dichter-biograaf Hedwig Speliers een uitgebreide bijdrage onder de titel 'De romantische prozadichter Maurice de Guérin en de receptie in Nederland' (Zacht Lawijd, literair-historisch tijdschrift, jaargang 8, nr.2 april-mei-juni 2009). Bovendien publiceerde hij een Nederlandstalige biografie van Maurice de Guérin, Dichter naast God (Meulenhoff/Manteau, 2009) alsook de dichtbundel 'Len de l'el' (Manteau, 2009) met als onderwerp het landschap van Guérin en de directe omgeving van Le Cayla, de 'gentilhommière' waar Guérin is geboren en gestorven. Er verscheen tevens een artikel van zijn hand in Biografie Bulletin, voorjaar 2010, in de rubriek 'Schrijvershuizen' onder de titel 'Dichters dragen hun huis op hun rug. Het huis van Pierre-George-Maurice de Guérin in Andillac'. In Poëziekrant 6, 2009, publiceerde Speliers een uitgebreid overzichtsartikel over Maurice de Guérin onder de titel 'Het lot van de oesterparel'.
- Bibsys: 90760094
- Bibliothèque nationale de France: cb11906176t (data)
- Catàleg d'autoritats de noms i títols de Catalunya: 981058524006106706
- CiNii: DA01219513
- Gemeinsame Normdatei: 118698982
- International Standard Name Identifier: 0000 0001 2145 0869
- Library of Congress Control Number: n50035584
- Bibliotheek van het Japanse parlement: 00620771
- Nationale Bibliotheek van Tsjechië: jn20031015008
- Nationale bibliotheek van Australië: 35623345
- Nationale Bibliotheek van Israël: 987007262102505171
- Nationale Bibliotheek van Polen: a0000001267881
- Nederlandse Thesaurus van Auteursnamen: 067962904
- Réseau des bibliothèques de Suisse occidentale: 02-A003334018
- SNAC: w6rc4kqd
- Système universitaire de documentation: 026906511
- Trove: 1018702
- Virtual International Authority File: 100175651
- WorldCat: E39PBJgMDhM6gqGV787hg3yfMP